# 夏癬
夏癬（かせん、kasen disease）とは、頚部糸状虫 Onchocerca cervicalis 寄生を原因とする馬の寄生虫病。頭部、頸部、胸部などに掻痒を伴う丘疹状の結節を生じる。夏季に多発する。夏癬の原因としてミクロフィラリアによると機械的刺激を原因とする説と中間宿主であるヌカカに対するアレルギー反応が原因とする説がある。治療には抗糸状虫剤、抗ヒスタミン剤が用いられる。予防には昆虫の防除および止痒薬の投与を行う。